# SN 2011by
SN 2011by — сверхновая в галактике NGC 3972. Обнаружена китайскими астрономами Цзинь Чжанвэем и Гао Сином, причислена к типу Ia. SN 2011by располагается на 5.3" восточнее и 19.1" севернее от центра NGC 3972.

### В астрономических каталогах
- SIMBAD